# Oualata
Oualata (Berber: Iwalatan) is een oasestad in het zuidoosten van het Afrikaanse land Mauritanië, in de regio Hodh Ech Chargui. De plaats was lange tijd een knooppunt voor handelskaravanen van de transsaharahandel. De Ksar van Oualata werd in 1996 tijdens de 20e sessie van de Commissie voor het Werelderfgoed erkend als cultureel werelderfgoed en als onderdeel van de groepsinschrijving "Oude Ksour van Ouadane, Chinguetti, Tichitt en Oualata" toegevoegd aan de UNESCO werelderfgoedlijst.
Vanaf de 14e eeuw was de stad onderdeel van het koninkrijk Mali. In 1352 werd Oualata bezocht door Ibn Battuta. Langzaamaan liep de betekenis van de stad terug door concurrentie van Timboektoe. In de jaren tachtig was Oualata bijna uitgestorven. Sindsdien raakt de stad weer bevolkt. In 2010 woonden er alweer zo'n 14.000 mensen.

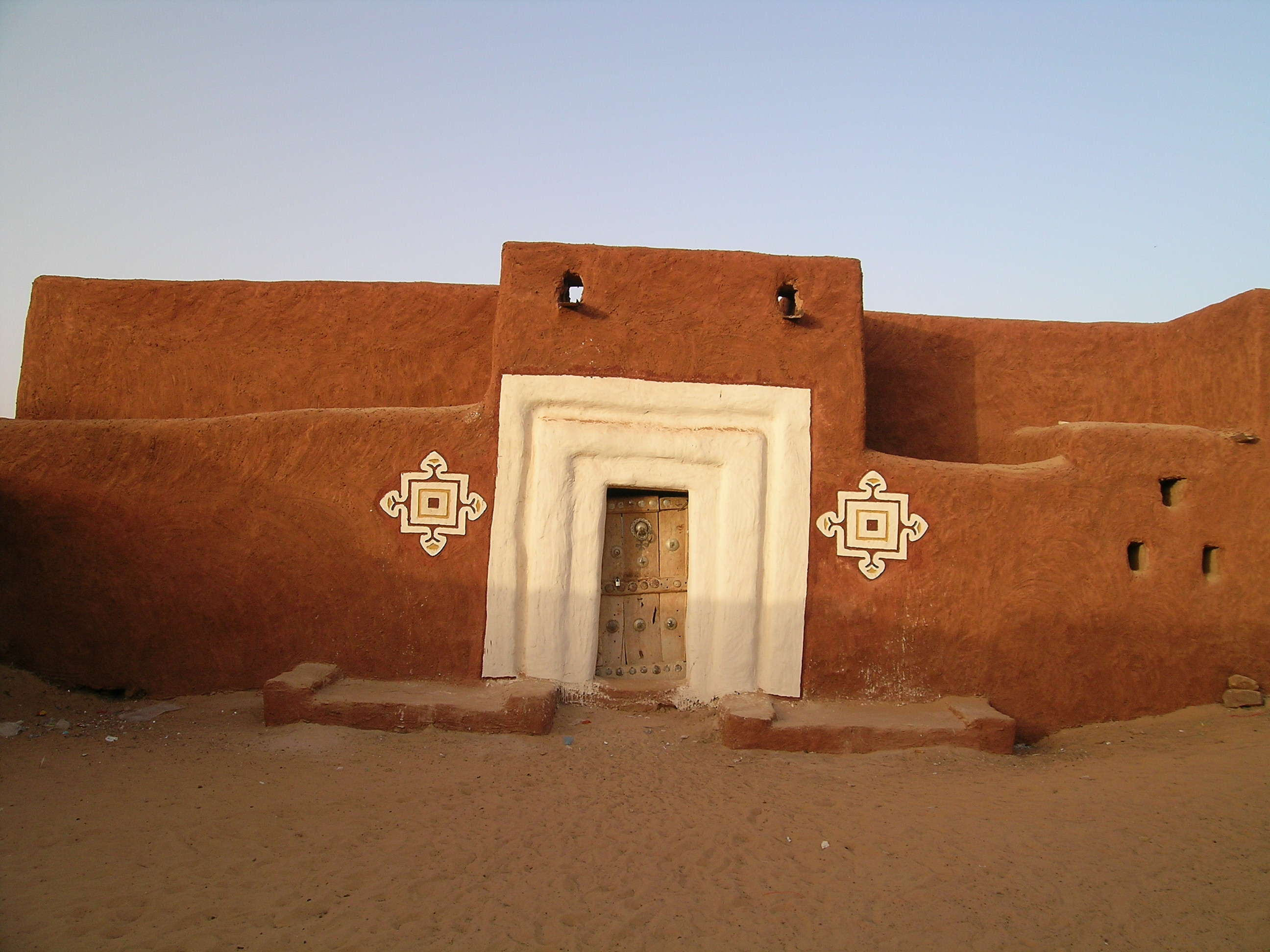
Een typische gevel in Oualata

- Library of Congress Control Number: no2012091170
- Virtual International Authority File: 1146284322515331451